# Thomas Theodor Heine

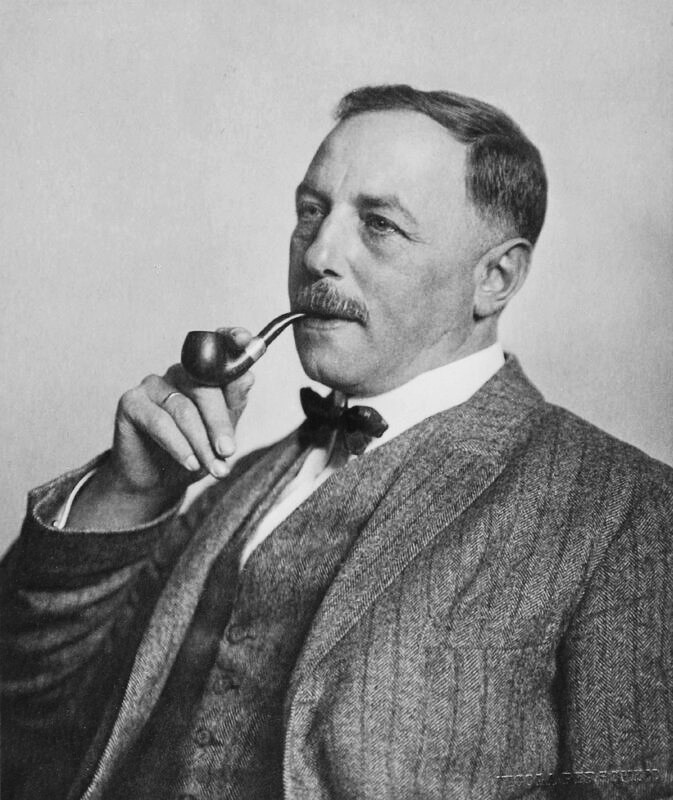
Heine in 1915

Thomas Theodor Heine (Leipzig, 28 februari 1867 - Stockholm, 26 januari 1948) was een Duitse kunstschilder, tekenaar en satiricus. Zijn vader was fabrikant. Hoewel opgegroeid in een Joods gezin ging Heine later over tot het protestantisme. Hij verwierf bekendheid door zijn bijdragen aan het weekblad Simplicissimus, waarvan hij medeoprichter was.

## Biografie
Heine studeerde tussen 1884 en 1889 aan de kunstacademie in Düsseldorf. Omdat hij in conflict raakte met enkele docenten, trok hij naar München. Hier begon hij aan zijn schilderwerk en tekende voor de Fliegende Blätter en Die Jugend. Hij hield zich eveneens bezig met vormgeving en typografie. Thomas Theodor Heine ontwierp rond de eeuwwisseling enkele affiches voor de Berliner Sezession. net als anderen uit de kring rond Die Jugend en Simplicissimus, was Heine een bekende voor de Sezession.
In 1896 werd hij met Albert Langen medeoprichter van Simplicissimus, waar Heine een van de belangrijkste leveranciers van illustraties werd. Het waarmerk van het blad, een rode buldog, kwam van hem. Het blad stond wegens de kritiek op het burgerdom, keizer, leger en kerk voortdurend bloot aan druk van de overheid. De redactie werd regelmatig aangeklaagd wegens wetsovertredingen. In 1899 moest Heine - samen met zijn medewerker Frank Wedekind - enkele maanden de gevangenis in wegens majesteitsschennis. Hoofduitgever Langen kon zijn straf nog maar net ontvluchten door naar Parijs te reizen.
Een bekende spotprent van Heine verscheen in de Simplicissimus van 21 maart 1927, waarbij Duitsers uit verschillende bevolkingsgroepen de letters "REPUBLIK" vasthouden met het onderschrift: "Sie tragen die Buchstaben der Firma – aber wer trägt dem Geist?" ("Ze dragen de letters van het bedrijf, maar wie draagt de geest?"). Hiermee illustreerde hij de gedachte dat de Weimarrepubliek, die hij aanvankelijk verwelkomde, in feite een republiek zonder republikeinen was.
Heine kwam tijdens het opkomende antisemitisme onder toenemende druk te staan om zijn medewerking aan het tijdschrift Simplicissimus te beëindigen. Uit zijn streven om de nationaalsocialisten in het satirische blad kritisch te blijven belichten, ontstond onenigheid met overige redactieleden, die hem vanwege zijn Joodse achtergrond als een risico voor Simplicissimus beschouwden. Heine schreef al in 1932 hoe hij zich persoonlijk bedreigd voelde. In 1933 kwam Heine in rechtstreeks conflict met de SA. Uiteindelijk, een week na de grote verkiezingswinst van de NSDAP in maart 1933, sloeg een SA-knokploeg de redactielokalen van Simplicissimus kort en klein. Na interventie van het ministerie van Binnenlandse Zaken in de persoon van Karl Loesche, professor beeldhouwkunde en de schrijver dr. Hans Kiener werd Heine uit zijn positie gezet en mocht het blad blijven verschijnen. Heine maakte later aannemelijk dat Olaf Gulbransson en andere redactieleden hier de verantwoordelijkheid voor droegen. Heine dook onder en vluchtte, net als zijn enige trouw gebleven medewerker Franz Schoenberner, in maart-april 1933. Schoenberner vertrok naar Frankrijk, terwijl Heine zijn reis begon via Hamburg, aansluitend naar Berlijn en Praag. In Praag probeerde hij een alternatieve Simplicissimus op te zetten, maar het blad kon zich slechts enkele maanden boven water houden. Uiteindelijk belandde Heine in Oslo, vanwaar hij in 1942 naar Stockholm vertrok.  Zijn vrouw en dochter woonden in een pension in München, omdat nagenoeg hun gehele bezit geconfisqueerd was.
- Bibsys: 90130426
- Bibliothèque nationale de France: cb14447589w (data)
- CiNii: DA08492623
- Gemeinsame Normdatei: 118548034
- International Standard Name Identifier: 0000 0001 2099 1778
- KulturNav: 505abf1d-e756-42c3-aac9-6fd479626ef7
- Library of Congress Control Number: n50029980
- Nationale Bibliotheek van Letland: 000232490
- Nationale Bibliotheek van Tsjechië: mzk2015864527
- Nationale Bibliotheek van Israël: 987007279615105171
- Nederlandse Thesaurus van Auteursnamen: 068116217
- Réseau des bibliothèques de Suisse occidentale: 02-A012024607
- RKD-Nederlands Instituut voor Kunstgeschiedenis: 37118
- SNAC: w6cv4z73
- Système universitaire de documentation: 080620973
- Union List of Artist Names: 500031323
- Virtual International Authority File: 12526089
- WorldCat: E39PBJgt6PytjF99GwK3JhJdQq